# Дубове (Броварський район)
Дубове(у 1929—2016 рр. — Більшовик) — село в Україні, у Березанській міській громаді Броварського району Київської області. Населення становить 199 осіб.

## Історія
У 1929—2016 роках — Більшовик. З 1 квітня 2016 року — Дубове.

## Населення
Згідно з переписом УРСР 1989 року чисельність наявного населення села становила 276 осіб, з яких 122 чоловіки та 154 жінки.
За переписом населення України 2001 року в селі мешкало 196 осіб.
Мова
Розподіл населення за рідною мовою за даними перепису 2001 року:
| Мова       | Відсоток |
| ---------- | -------- |
| українська | 97,49 %  |
| російська  | 2,51 %   |